# Buada

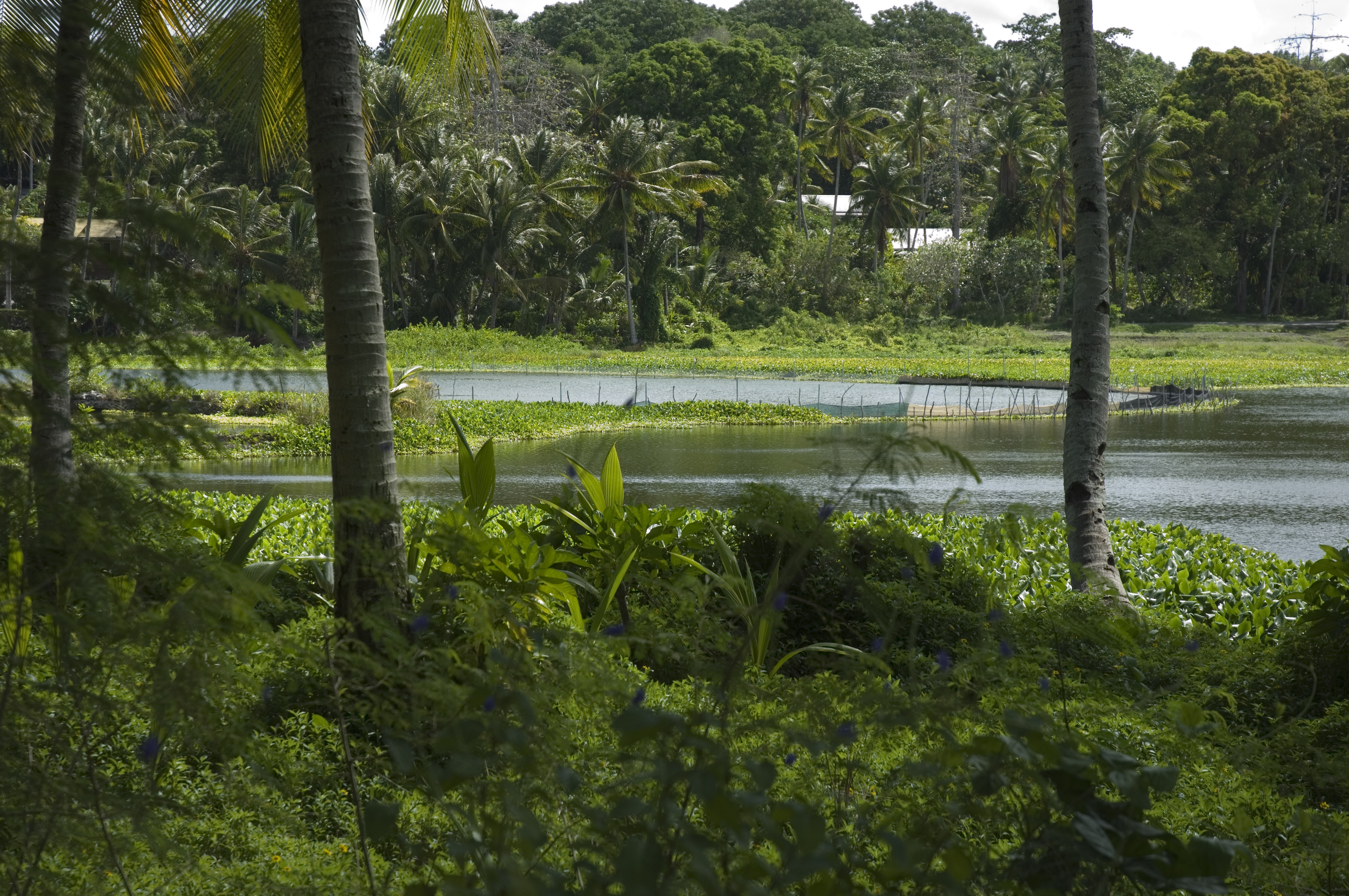
La laguna di Buada

Buada è un distretto e una circoscrizione elettorale di Nauru. Si trova nell'interno dell'isola e confina con i distretti di Nibok, Anibare, Meneng, Yaren, Boe, Aiwo e Denigomodu. 
È l'unico distretto a non essere bagnato dall'oceano. Ha un'altitudine di 20 metri sul livello del mare, una superficie di 2,66 km² e una popolazione di circa 750 abitanti.
Nel distretto si trova la laguna di Buada, sulle cui rive sono localizzate le abitazioni della zona e una piccola area di vegetazione. Il fondo del lago, situato in una depressione, si trova a 5 metri sotto il livello del mare.
La circoscrizione elettorale elegge 2 membri al Parlamento di Nauru.